# Solarolo
Solarolo (Slarôl in romagnolo) è un comune italiano di 4 439 abitanti della provincia di Ravenna in Emilia-Romagna.
Località abitata dai tempi dell'Età del Bronzo, del centro storico medievale restano intatti il maschio della rocca e le mura del castello con la possente porta, testimoni della sua posizione strategica che la vide al centro delle lotte tra Bologna, Faenza e lo Stato Pontificio.

## Storia

### Età antica
Nel territorio comunale, in via Ordiere, è stato rinvenuto un villaggio dell'Età del Bronzo. Il sito occupava l'area di sette ettari e fu abitato dal 1600 al 1200 a.C. da una comunità stimata in 400-500 persone, dedite all'allevamento dei bovini e alla coltivazione dei cereali (frumento, orzo, avena e miglio). Le campagne di scavo sono iniziate nel 2006. Sono stati rinvenuti anche reperti risalenti all'Età del Ferro.
Appartengono al periodo romano invece la settantina di villae (ovvero insediamenti rurali) rinvenute, che hanno restituito marmi, tessere di mosaico, intonaci e dipinti e una lapide funeraria del I secolo a.C. appartenente a cittadini della tribù Pollia.

### Medioevo ed Età moderna
Il toponimo Solarolius è menzionato per la prima volta l'8 luglio 993 come nome di un fundus. Bisogna attendere il 1138 per leggere del castrum Solarolii (cioè di un centro fortificato), andato distrutto in quell'anno dai Faentini nella lotta contro Bologna per la supremazia sul territorio tra i fiumi Santerno e Senio. Il castrum venne poi ricostruito, sempre dai faentini, verso il 1341, dopo il passaggio dal dominio bolognese a quello dei Manfredi sul feudo. 
La struttura urbanistica del nucleo originario di Solarolo è tipica dei centri di fondazione medioevale, con alcune strade parallele ed una trasversale di collegamento. I tre assi principali corrispondono a via Fioroni, corso Mazzini e via Foschi, attraversati perpendicolarmente da via Beltrani. Nel punto in cui via Beltrani incrocia corso Mazzini sorse la chiesa arcipretale, intitolata inizialmente a San Sebastiano, oggi a Maria Assunta. Il centro abitato era protetto da una palizzata; l'unica porta era rivolta verso ovest. Non vi era ancora una piazza del mercato: le compravendite si effettuavano all'esterno del paese, nello spazio tra la porta e il canale dei molini di Castel Bolognese-Lugo.
A partire dal XV secolo le originarie abitazioni in materiali precari (soprattutto legno e paglia) furono sostituite da edifici in muratura. Verso il 1460-1465 i Manfredi edificarono una nuova rocca, incorporandovi la torre costruita dai bolognesi nel XIV secolo. La rocca si estendeva tra le attuali piazza Garibaldi e via Eugenio Montale. Successivamente la palizzata fu sostituita da una cinta muraria, che inglobò la vecchia torre. Il toponimo “via del Guasto” indica lo smantellamento della vecchia fortificazione ed il riempimento del suo fossato. Nello stesso periodo fu eretto l'oratorio dell'Annunziata con annesso hospitale per poveri e pellegrini.
Nell'anno 1500 Cesare Borgia espugnò Faenza. Solarolo, non potendo ricevere aiuto, si arrese spontaneamente. Terminata la breve signoria del Borgia sulla Romagna, entrò a far parte dello Stato Pontificio (1506). Nel 1514 Solarolo uscì dall'orbita faentina: "il Castello con le sue ville" fu concesso in pegno ai Gonzaga nel 1514; due anni dopo iniziò il reale dominio della Casa di Mantova che si protrasse fino al 1573, con l'intermezzo del governo diretto di Isabella d'Este (1529-1539). Nel 1542 fu fondato il Monte di Pietà. I Gonzaga ristrutturarono la rocca ed edificarono la prima residenza municipale. Successivamente Solarolo tornò a far parte dello Stato della Chiesa. Nel 1574 divenne "governo di Consulta", cioè comunità autonoma presieduta da un governatore nominato da Roma, facente parte della legazione di Romagna. Nel 1587 fu aperta una porta sul lato est delle mura per migliorare l’accesso da Faenza. L'anno seguente fu edificata la chiesa del Rosario (1588). Verso la metà del Seicento venne soppresso, dopo 130 anni circa di vita, il conventino dei Serviti, situato fuori dal Castello, detto "di San Sebastiano", dal quale proviene il culto del santo patrono del paese (assieme a San Rocco). Il terremoto del 1688 colpì gravemente la rocca manfrediana, che da allora non fu più abitabile e venne progressivamente smantellata. Il fossato tra la rocca e il paese fu riempito per creare una piazza del mercato (l'attuale piazza Garibaldi).
I secoli XVII e XVIII, politicamente stabili, furono caratterizzati dal generalizzato fermento dovuto alle confraternite locali, alle quali è da attribuire anche la ristrutturazione di edifici di culto: il santuario della Beata Vergine della Salute (1731-1736) e l'oratorio dell'Annunziata (1743), entrambi tuttora esistenti. Lo stesso avvenne per la chiesa arcipretale negli anni 1775-1776. Sulle mura di via Mirasole fu costruita una fila di case, sfruttando la favorevole esposizione al sole.
Nel 1807 il governo dipartimentale risistemò la strada che da Faenza giunge a Felisio e poi a Lugo (l'odierna strada provinciale n. 7) e fu costruito un ponte di legno sul Senio. Ne beneficiarono i collegamenti verso Faenza e verso Lugo. Nello stesso periodo fu edificato in fondo a via S. Sebastiano il primo cimitero comunale esterno all'abitato, come imponevano le leggi napoleoniche, smantellato nel 1870 per essere sostituito da quello attuale. Dal 1810 al 1814 Solarolo visse un breve periodo sotto il dominio del comune di Castel Bolognese, dal quale si emancipò nel 1815, divenendo poi nel 1816 governatorato della legazione apostolica di Ravenna, fino a risultare podesteria del signore di Castel Bolognese dal 1827.
Intorno alla metà del secolo fu edificato l’ospedale (oggi casa di riposo) che sostituì il vecchio hospitale annesso all'oratorio dell'Annunziata. Con il plebiscito del 1860, Solarolo entrò a far parte del Regno di Sardegna, che l'anno dopo divenne Regno d'Italia. Il 24 agosto 1863 il paese fu raggiunto dalla ferrovia Castelbolognese-Ravenna. Siccome la linea ferroviaria attraversa via Felisio, la strada fu allargata ed affiancata da alberature. Divenne la via del passeggio e indirizzò il successivo sviluppo urbanistico a partire dal nuovo secolo. A fine Ottocento, per facilitare il traffico veicolare, le due porte ad est e ad ovest del paese furono abbattute.

### Dal XX secolo ad oggi
Fino al 1944 la seconda guerra mondiale non fu avvertita a Solarolo. Invece nei quattro mesi durante i quali il fronte si arrestò lungo il Senio (dicembre 1944-marzo 1945) il paese fu duramente colpito. L'offensiva finale degli Alleati scattò il 9 aprile, accompagnata da bombardamenti che semidistrussero l'abitato. Il 55% degli edifici del centro andò distrutto e il 25% venne gravemente danneggiato. Tra i caduti civili si ricordano quelli dell'eccidio di ponte Felisio (2 settembre 1944), vittime di una rappresaglia, e quelle della torre della rocca, minata dai tedeschi. Il giorno prima della liberazione i tedeschi, abbandonando il paese, minarono e fecero saltare la torre manfrediana del Comune, sotto la quale vi era un rifugio che ospitava molte persone, 43 delle quali perirono (10 aprile 1945). La 43ª Divisione Gurka (India) e i soldati della 3ª Divisione del II Corpo d'armata polacco entrarono in paese l'11 aprile 1945. La chiesa arcipretale, pressoché distrutta, fu demolita, così come il palazzo comunale.

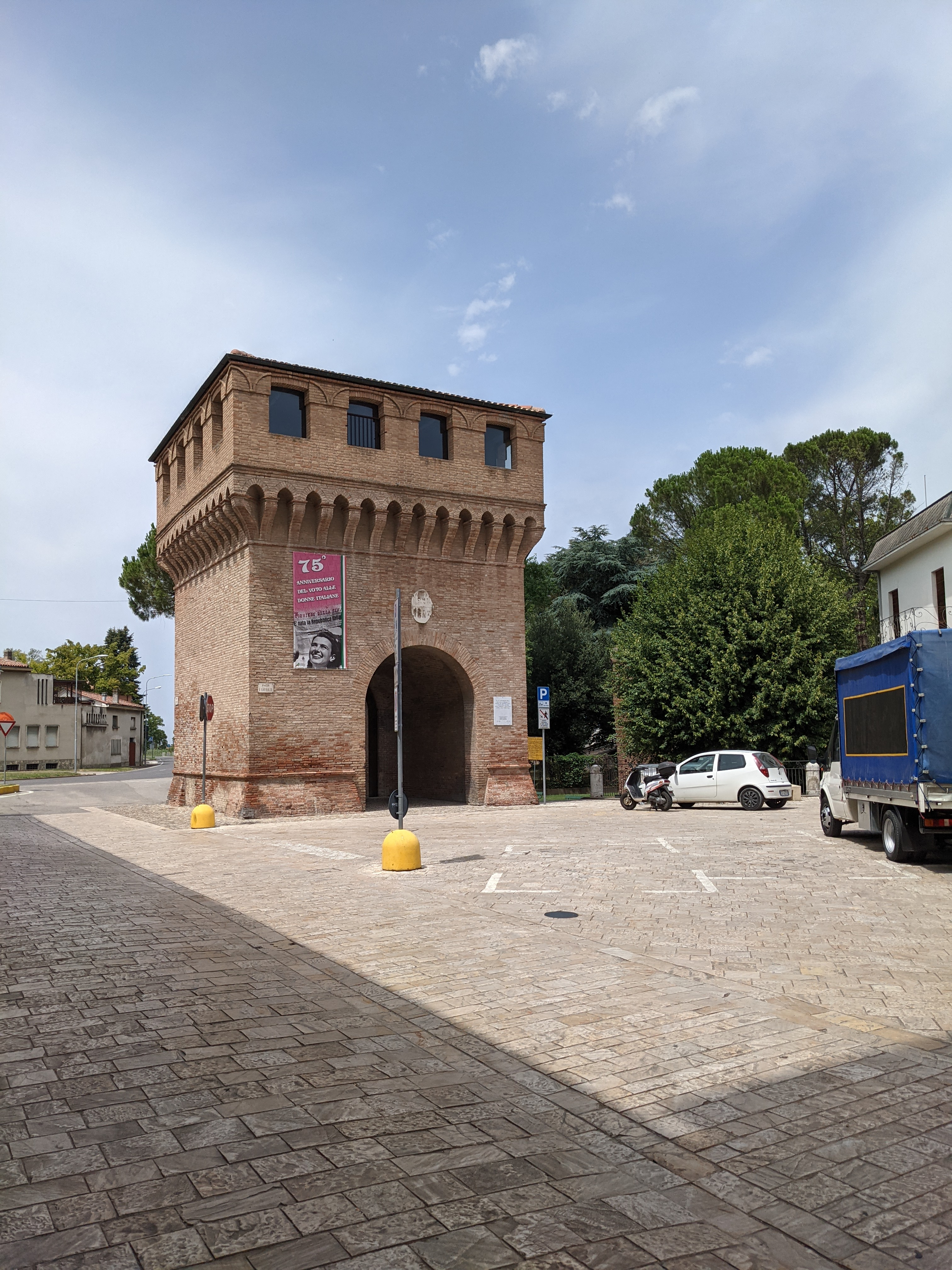
La Porta del castello

La chiesa arcipretale fu ricostruita nel 1955, seguita l'anno dopo dal nuovo Municipio, che comprende la torre civica ricostruita sul modello di quella antica. Verso il 1965, sulla base di antichi disegni, fu ricostruita la porta occidentale quattrocentesca. L’espansione edilizia del dopoguerra ha interessato prevalentemente le zone ad est e sud del nucleo antico. Negli anni 1970 sono state realizzate, nella zona sud, gli impianti sportivi (piscina scoperta e campo da calcio) e la nuova scuola media. Le aree produttive si sono concentrate, a partire dagli anni 1980, ad est del paese, lungo via Felisio. Dal punto di vista demografico, Solarolo nella seconda metà del XX secolo ha avuto una popolazione sostanzialmente stabile: 4.091 abitanti nel 1951, 4.307 nel 1961, 4.153 nel 1971 e 4.212 nel 2001.

Nel maggio 2023 il paese è stato gravemente danneggiato dall'alluvione che ha colpito tutta la Romagna, accusando molti danni materiali ai veicoli e alle abitazioni.

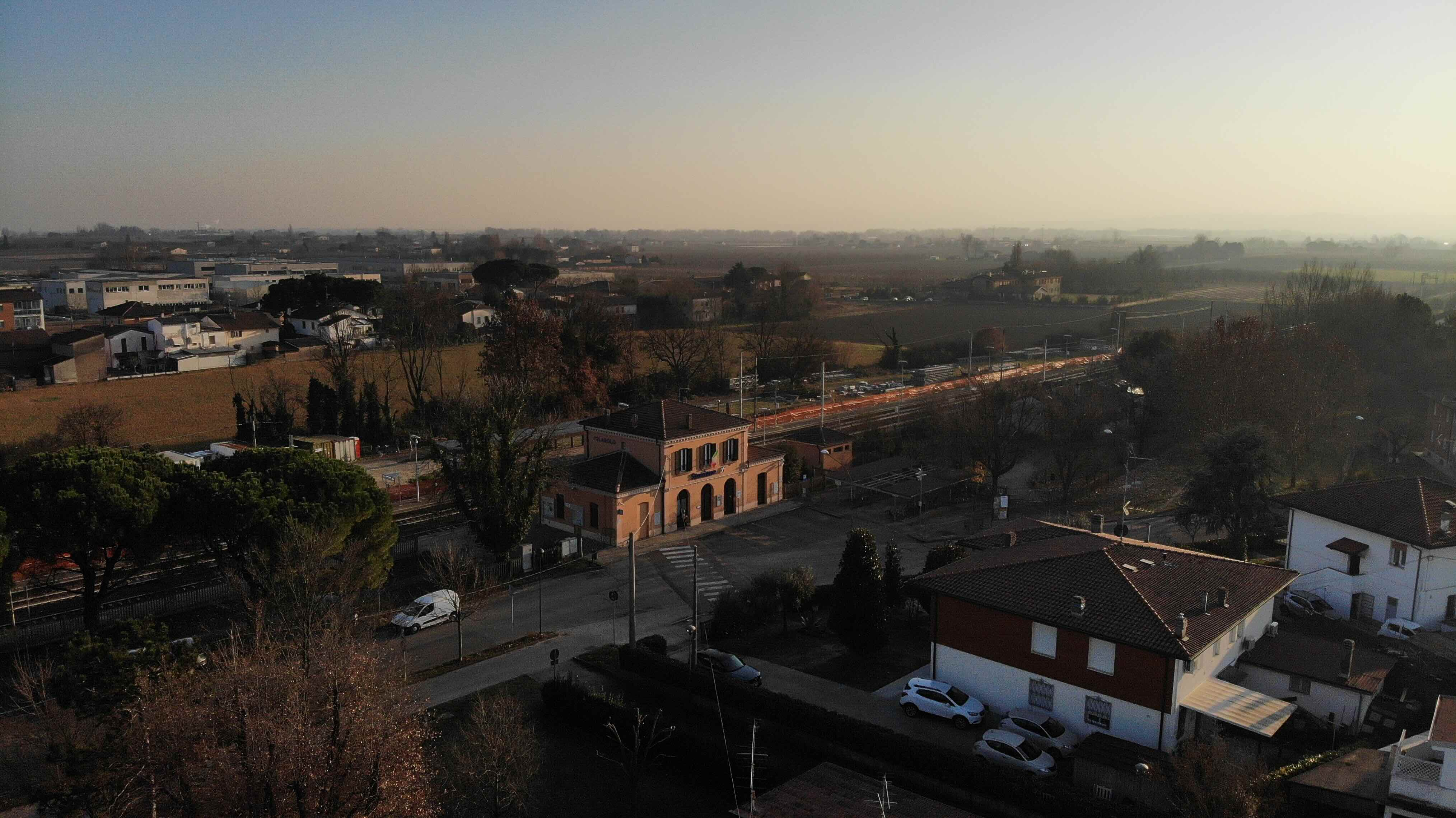
Vista aerea della Stazione ferroviaria

### Onorificenze
Il 27 gennaio 2012 lo stemma del comune di Solarolo è stato insignito della Medaglia d'argento al merito civile, in memoria dei caduti per la libertà della seconda guerra mondiale.

## Monumenti e luoghi d'interesse
Architetture religiose
I principali monumenti religiosi del territorio sono la chiesa arcipretale di Santa Maria Assunta (diocesi di Faenza-Modigliana), chiesa parrocchiale di San Mauro (diocesi di Imola), la chiesa parrocchiale di San Giovanni Battista a Castelnuovo (diocesi di Imola), il santuario della Beata Vergine della Salute (costruito nella prima metà del XVIII secolo, fa capo alla parrocchia di Santa Maria Assunta) e l'oratorio dell'Annunziata (sconsacrato). 
Architetture militari
A Solarolo sono ben conservate le Mura Manfrediane e la Porta del Castello.
Altri monumenti
Di particolare interesse il bassorilievo marmoreo, raffigurante la Madonna col Bambino, conservato nella Sala del Consiglio Comunale. L'opera, risalente alla metà del XV secolo, è stata recentemente attribuita ad Andrea del Verrocchio.
In occasione della Giornata FAI di Primavera 2013, il Comune ha reso accessibili il rilievo marmoreo della Madonna con Bambino, l'Oratorio dell'Annunziata, il santuario intitolato alla Madonna della Salute ed il sito archeologico dell'Età del Bronzo di via Ordiere.

## Società

### Evoluzione demografica
Abitanti censiti

### Etnie e minoranze straniere
Secondo i dati ISTAT al 31 dicembre 2009 la popolazione straniera residente era di 469 persone. Le nazionalità maggiormente rappresentate in base alla loro percentuale sul totale della popolazione residente erano:
- Romania 138 3,10%
- Albania 127 2,85%
- Marocco 61 1,37%

### Religione
Nel comune di Solarolo sono presenti sette parrocchie facenti parte di due diocesi diverse, quella di Faenza-Modigliana (prevalente) e quella d'Imola.
Il principale luogo di devozione mariana è il santuario della Beata Vergine della Salute. La Madonna della Salute viene festeggiata in occasione dell'Ascensione. Nata nel 1730, è la festa religiosa più importante per la comunità solarolese. L'immagine è custodita nel Santuario dal 1736.
La «Madonna di Solarolo» è un'antica scultura della Vergine in marmo di Carrara; per secoli fu visibile nella Rocca cittadina. Sepolta tra le macerie della Torre civica, minata dai tedeschi in fuga alla fine della Seconda guerra mondiale, fu ritrovata pressoché intatta alla metà degli cinquanta. Da allora è collocata nel salone del consiglio comunale. Nel 2004 è stata attribuita ad Andrea del Verrocchio dallo storico e critico d'arte Francesco Caglioti.

### Tradizioni e folclore
Festa dell'Ascensione (come da calendario religioso, nei tre giorni precedenti l'Ascensione), nata nel 1730 in occasione del trasferimento dentro le mura della targa ceramica devozionale della Beata Vergine della Salute, originariamente collocata in una celletta alla Collegiata. Secondo un'ormai collaudata tradizione, alla Festa sono presenti anche le delegazioni dei due comuni gemellati con Solarolo: Kirchheim am Ries (Germania) con la banda municipale, la birra e specialità gastronomiche, e Rhêmes-Notre-Dame (Valle d'Aosta) con i prodotti tipici.

## Cultura

### Musei
- Museo Civico della SS. Annunziata - Allestito nel nuovo Palazzo comunale, conserva la raccolta di opere pittoriche del Comune. La maggior parte di esse provengono dall'antico oratorio dell'Annunziata.

## Amministrazione
Il comune di Solarolo dal 1º gennaio 2012 fa parte dell'Unione dei comuni della Romagna Faentina.

### Sindaci precedenti
| Periodo          | Periodo          | Primo cittadino        | Partito                                                | Carica  | Note                                                      |
| ---------------- | ---------------- | ---------------------- | ------------------------------------------------------ | ------- | --------------------------------------------------------- |
| 31 marzo 1946    | 27 maggio 1951   | Luigi Tellarini        | Partito Comunista Italiano                             | Sindaco |                                                           |
| 27 maggio 1951   | 22 novembre 1964 | Alieto Sarti           | Partito Socialista Italiano                            | Sindaco | Confermato nel 1956 e nel 1960.                           |
| 22 novembre 1964 | ...              | Marco Guerrini         | Democrazia Cristiana                                   | Sindaco | Confermato nel 1970.                                      |
| ...              | ...              |                        | ...                                                    | Sindaco |                                                           |
| 14 giugno 1985   | 13 giugno 1999   | Umberto Mascanzoni     | Partito Comunista Italiano, poi PDS                    | Sindaco | Confermato il 1º giugno 1990 Confermato il 24 aprile 1995 |
| 14 giugno 1999   | 7 giugno 2009    | Roberto Bezzi          | L'Ulivo (a guida DS), poi PD                           | Sindaco | Confermato il 14 giugno 2004                              |
| 9 giugno 2009    | 26 maggio 2019   | Fabio Anconelli        | Lista civica di centro-sinistra Cittadini per Solarolo | Sindaco | Confermato il 25 maggio 2014                              |
| 27 maggio 2019   | 08 giugno 2024   | Stefano Briccolani     | Lista civica di centro-sinistra Cittadini per Solarolo | Sindaco |                                                           |
| 09 giugno 2024   | in carica        | Maria Diletta Beltrani | Lista civica di centro-sinistra Uniti per Solarolo     | Sindaco |                                                           |

### Gemellaggi

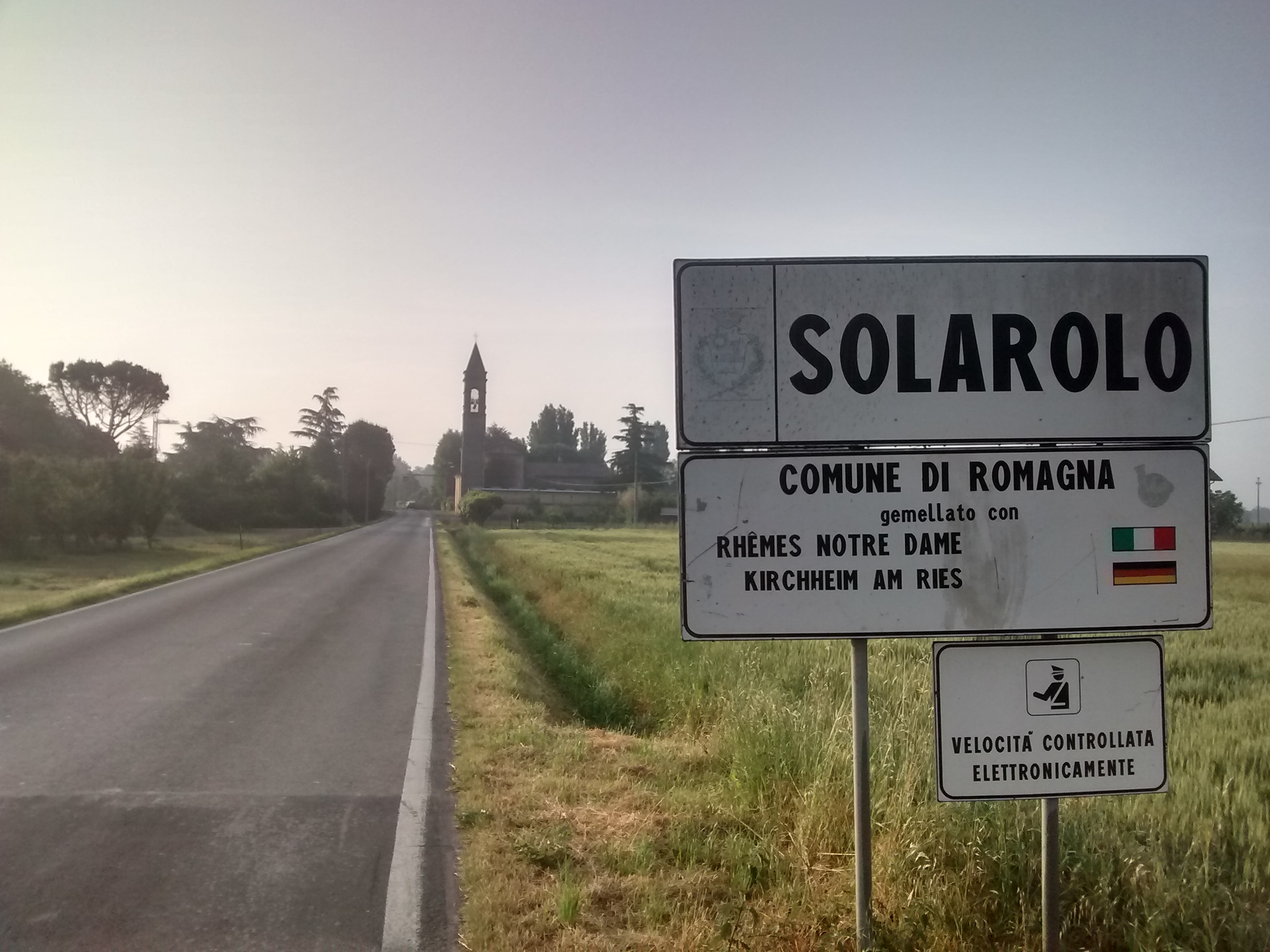
Cartello stradale indicante i due gemellaggi

Solarolo è gemellata con:
- Kirchheim am Ries, dal 17 settembre 1998
- Rhêmes-Notre-Dame, dal 18 gennaio 1999

## Infrastrutture e trasporti
Il ponte sul fiume Senio è l'infrastruttura più importante per la viabilità stradale. Realizzato in legno nel 1807, collega il paese con il territorio faentino.

Solarolo è attraversata dalla linea ferroviaria Castelbolognese-Ravenna (aperta nel 1863) ed è dotata della propria stazione, servita da linee regionali.